# Aeródromo Puerto Ingeniero Ibáñez
El Aeródromo Puerto Ingeniero Ibáñez (OACI: SCII) es un terminal aéreo ubicado en la localidad de Puerto Ibáñez, Provincia General Carrera, Región de Aysén, Chile. Este aeródromo es de carácter público.